# Catagramma staudingeri
Catagramma staudingeri är en fjärilsart som beskrevs av Dillon 1948. Catagramma staudingeri ingår i släktet Catagramma och familjen praktfjärilar. Inga underarter finns listade i Catalogue of Life.